# Pompignan (Tarn y Garona)
 Pompignan  es una población y comuna francesa, en la región de Mediodía-Pirineos, departamento de Tarn y Garona, en el distrito de Montauban y cantón de Grisolles.

## Demografía
| 439 | 509 | 558 | 731 | 864 | 1012 |
| Para los censos de 1962 a 1999 la población legal corresponde a la población sin duplicidades (Fuente: INSEE [Consultar]) |     |     |     |     |      |

## Monumentos

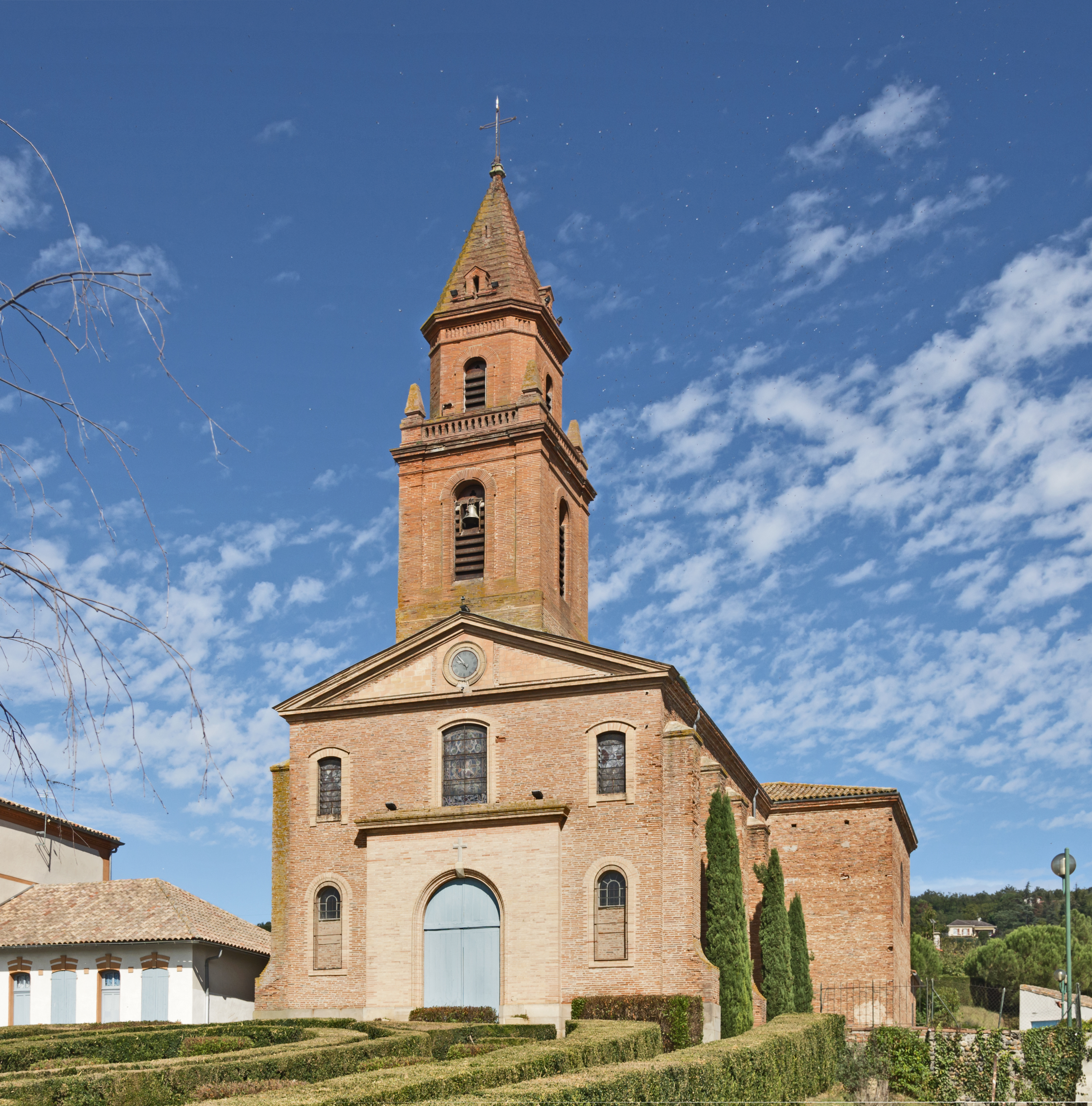
Iglesia de San Gregorio.
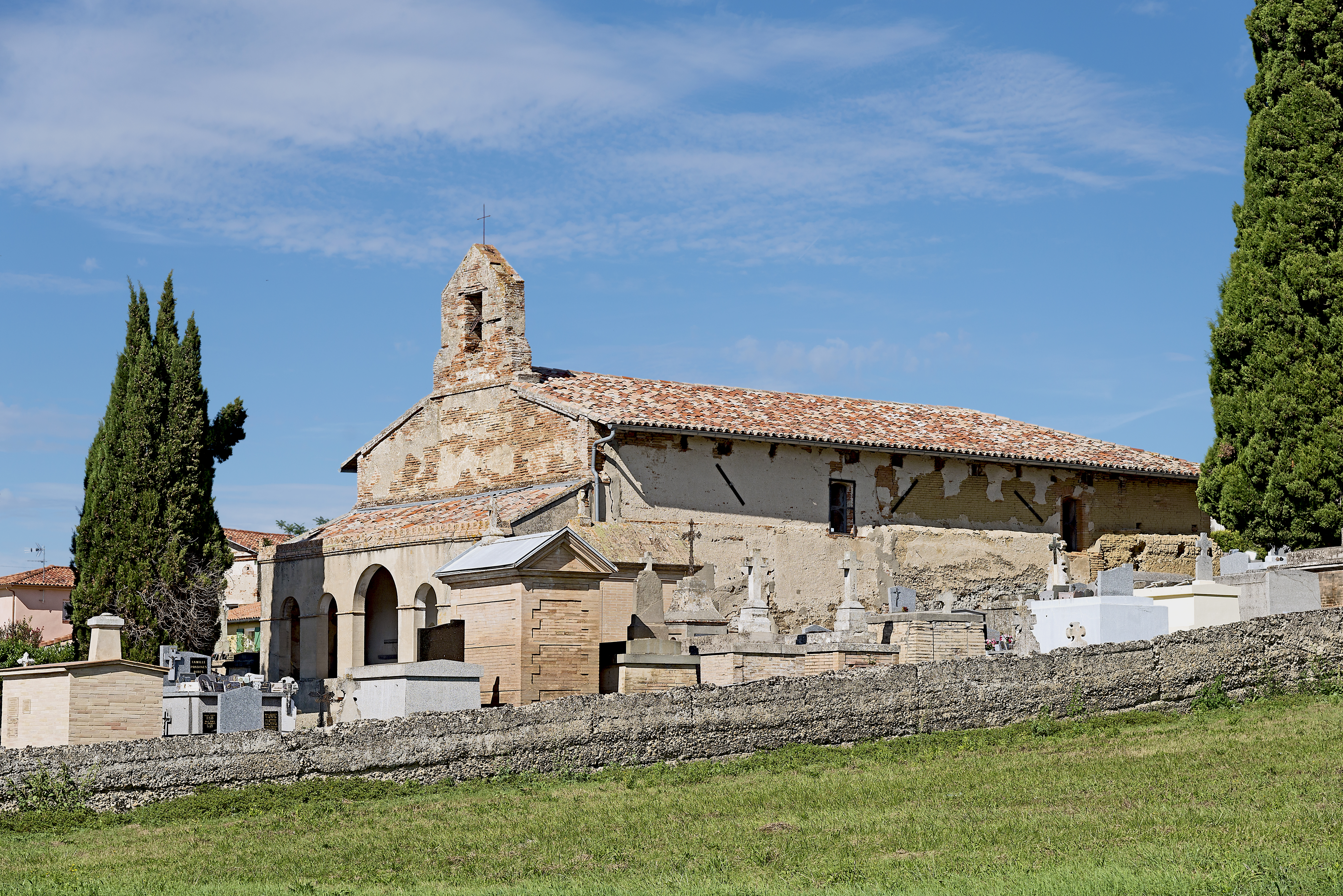
Capilla de Santa Clara.
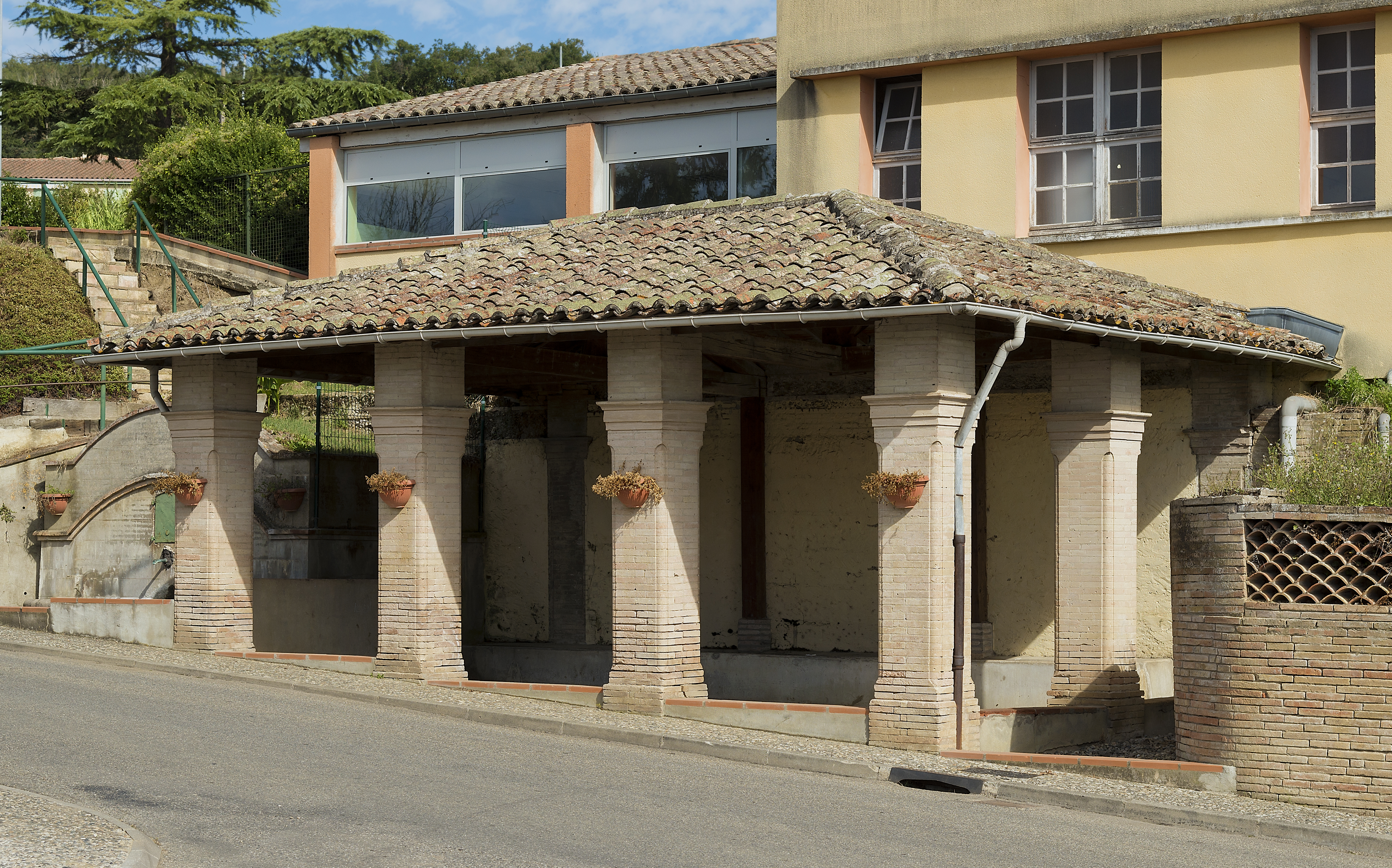
Lavadero.